# Oxydia vesuliata
Oxydia vesuliata är en fjärilsart som beskrevs av Achille Guenée 1858. Oxydia vesuliata ingår i släktet Oxydia och familjen mätare. Inga underarter finns listade i Catalogue of Life.